# Зачарованная
«Зачарованная» (англ. Enchanted) — американский фэнтезийно-музыкальный фильм 2007 года, снятый режиссёром Кевином Лимой (Kevin Lima) по сценарию Билла Келли (Bill Kelly). Фильм был снят на киностудии «Walt Disney Pictures» в сотрудничестве с продюсерской фирмой Барри Зонненфельда и Барри Джозефсона «Barry Sonnenfeld and Josephson Entertainment». В съёмках картины были задействованы актёры Эми Адамс, Патрик Демпси, Джеймс Марсден, Тимоти Сполл, Идина Мензел, Рэйчел Кови и Сьюзан Сарандон. В центре фильма Жизель — классическая диснеевская принцесса, которая из сказочной нарисованной страны вопреки своей воле попадает в реальный мир Нью-Йорка.
Лента является одновременно оммажем и самопародией на классические диснеевские анимационные фильмы, что выразилось в огромном количестве отсылок на прошлые и будущие работы студии через совмещение игрового кино, традиционной анимации и компьютерных спецэффектов. В своё время эта лента также определила возврат Студии Диснея к традиционной анимации после принятого компанией в 2004 году решения полностью перейти на компьютерную анимацию. Для фильма «Зачарованная» композитор Алан Менкен сочинил музыку, а также (в сотрудничестве с поэтом Стивеном Шварцем) песни. Оба до этого уже работали над созданием саундтреков к диснеевским фильмам.
Анимационная часть ленты была создана студией Джеймса Бакстера «James Baxter Animation» в Пасадене. Съёмки эпизодов с актёрами проходили в различных частях Нью-Йорка. Премьера фильма состоялась 20 октября 2007 года на Лондонском кинофестивале, в США в широкий прокат фильм вышел 21 ноября 2007 года, в Израиле, России и Сингапуре — 22 ноября того же года, в Малайзии — 29 ноября. «Зачарованная» была хорошо принята как зрителями, так и критиками. Фильм завоевал кинопремию «Сатурн» 2007 года за лучший фильм-фэнтези, получил две номинации на 65-й кинопремии «Золотой Глобус» и три номинации на 80-й кинопремии «Оскар». Фильм собрал более $340 млн в мировом прокате.

## Сюжет
Жизель живёт в Андалазии — нарисованном сказочном мире, в котором нет серьёзных проблем, животные разговаривают и поют песни, а любая история имеет счастливый конец. После чудесного спасения Жизели своим априори возлюбленным принцем Эдвардом от посягательств тролля пара решает обвенчаться на следующий же день. Однако королева Нарисса, злобная мачеха Эдварда, не желая расставаться с королевским троном, который по праву должен перейти к принцу в случае его женитьбы, решает избавиться от новоявленной принцессы. Переодевшись старухой, Нарисса обманом отправляет Жизель в мир, где, по её словам, не бывает счастливых концов, — город Нью-Йорк.
После нескольких неудачных приключений, таких, как небольшая автомобильная авария, случайное попадание в метро с толпой спешащих по своим делам людей, нападение в глухом переулке бродяги, позарившегося на драгоценную диадему, Жизель натыкается на яркий щит в виде большого розового замка, рекламирующего казино «Дворец». Ошибочно приняв рекламный щит за настоящий дворец, она предпринимает попытку забраться на изображение и попасть внутрь, но теряет равновесие и соскальзывает со щита в руки Роберта Филипа, серьёзного, но отзывчивого юриста по бракоразводным процессам. По просьбе своей дочери Морган Роберт разрешает Жизель временно пожить в их квартире.
Оказавшись в квартире Роберта, Жизель начинает восстанавливать привычный жизненный уклад своего мира: приглашает городских зверей и насекомых — голубей, крыс и тараканов — для помощи в уборке, шьёт себе платья из хозяйских занавесок и поёт весёлые песни при любом подходящем случае. Однако невеста Роберта, модельер Нэнси Тремэйн, застаёт Жизель в его квартире и, сделав поспешные выводы и не дав Роберту объясниться, разрывает с ним отношения.
После этого происшествия Роберт, желая как можно быстрее расстаться со странной гостьей и вернуться к привычному образу жизни, отправляется вместе с ней к себе на работу в адвокатскую фирму, где просит свою ассистентку Сэм помочь Жизели вернуться домой в Андалазию. Но вскоре Сэм выясняет, что такой страны не существует. И Роберт во время прогулки по Центральному парку в отчаянии предлагает девушке самостоятельно решать свои проблемы и даёт ей немного денег. Однако Жизель встречает старушку, которая помнит принца Эдварда, пытавшегося, по его словам, спасти людей от стального чудовища (на самом деле автобуса), и в знак благодарности за помощь отдаёт ей все свои деньги. Наблюдая за этим, Роберт окончательно осознаёт, что девушка совершенно не приспособлена к жизни в современном мире и ей необходима его защита и помощь в поисках Эдварда, и, недолго поколебавшись, всё же соглашается сопровождать её. Жизель, беспокоясь за судьбу отношений между Робертом и Нэнси, продолжает расспрашивать адвоката о средствах выражения чувств между любящими людьми в реальном мире и помогает паре примириться, послав Нэнси букет цветов и приглашение на Королевский Бал от имени Роберта.
Тем временем подручный королевы Нариссы, Натаниэль, следует за принцем Эдвардом и говорящим бурундуком Пипом, которые также отправились в Нью-Йорк, чтобы спасти Жизель. Натаниэль хочет выполнить приказ Королевы — отравить Жизель с помощью одного из трёх заколдованных яблок. В первый раз он пытается убить Жизель, переодевшись уличным торговцем-поляком, продающим карамельные яблоки. Однако план проваливается — Жизель случайно выбрасывает отравленный фрукт, который попадает в шлем велосипедиста, расплавляя его. Между тем Натаниэль при просмотре телевизионной мыльной оперы задумывается о своём раболепном обожании Нариссы, но всё же решает довести начатое до конца и исполнить волю Королевы. В итальянском ресторане Натаниэль предлагает Жизели выпить отравленный яблочный коктейль, но её останавливает вовремя подоспевший Пип. Разъярённая постоянными неудачами своего слуги, Нарисса отправляется в Нью-Йорк, чтобы собственноручно покончить с Жизелью.
Проводя время вместе с Робертом, Жизель начинает задумываться о том, что в реальном мире всё гораздо сложнее, нежели в сказочной Андалазии, Роберт же всё больше проникается искренним и неиссякаемым оптимизмом и жизнелюбием чудесной девушки. И после небольшого спора Жизель осознаёт собственные эмоциональные перемены и появление нежных чувств к Роберту. Тем временем Эдвард продолжает поиски возлюбленной и, в конце концов, находит её в квартире Роберта. Принц спешит забрать Жизель домой и сыграть свадьбу, однако она уговаривает его перед этим устроить свидание, как это принято в реальном мире. Свидание заканчивается на костюмированном Королевском Балу, на котором во время танца с Робертом Жизель понимает, что он и есть её настоящая любовь. Принц Эдвард и Нэнси догадываются о возникшем между Робертом и Жизелью влечении и даже не пытаются им помешать, более того, они осознают, что тоже нравятся друг другу. Появившись на балу, в обличии старухи королева Нарисса отравляет Жизель и пытается скрыться, но Эдвард препятствует этому.
Натаниэль раскрывает коварный план своей госпожи и сообщает, что для того, чтобы рассеять чары отравленного яблока и вернуть Жизель к жизни, необходимо до полуночи поцеловать её, и сделать это должен человек, который по-настоящему любит девушку. После неудачной попытки принца Эдварда пробудить Жизель, её целует Роберт. Жизель оживает и признаётся, что Роберт и есть её настоящий возлюбленный. Пользуясь отвлекающим моментом, Нарисса освобождается и решает по-своему закончить историю. Она превращается в дракона, берёт защищающего Жизель Роберта в заложники и забирается на вершину небоскрёба Вулворт-билдинг (Woolworth Building), попутно заманивая туда Жизель. Однако благодаря храброму вмешательству бурундука Пипа Роберт и Жизель спасаются, а королева Нарисса падает со здания и предположительно погибает.
Привыкшая к новому образу жизни Жизель, пользуясь своим волшебным умением призывать на помощь зверей и шить платья, становится хозяйкой модного бутика, где раньше работала Нэнси. Натаниэль и Пип, выпустив книги о своих приключениях, становятся успешными писателями. Роберт, Жизель и Морган остаются жить вместе в реальном мире, а принц Эдвард и Нэнси отправляются в Андалазию и там женятся.

## Актёрский состав
| |  |  |  |  |  |
| Актёрский состав «Зачарованной» слева направо: Эми Адамс, Патрик Демпси, Джеймс Марсден, Тимоти Сполл, Идина Мензел и Сьюзан Сарандон |  |  |  |  |  |

- Эми Адамс в роли Жизели — принцессы сказочного королевства, мечта которой о встрече с прекрасным принцем стала реальностью. Адамс была заявлена на роль Жизель 14 ноября 2005 года[3]. Выбор малоизвестной на тот момент Адамс режиссёром Кевином Лима шёл вразрез с намерениями студийных боссов, желавших видеть в этой роли знаменитую актрису. Из числа 300 претенденток[4] была выбрана Адамс, так как, по мнению Лима, не только была похожа на «диснеевскую принцессу», но и, по словам режиссёра, «обладала потрясающим умением вживаться в роль, проникать в суть персонажа и при этом не осуждать его»[5]. В Андалазии Жизель представляет собой собирательный образ классических диснеевских принцесс; Лима охарактеризовал её как «80%-ю Белоснежку (Snow White) с некоторыми чертами Золушки (Cinderella) и Спящей Красавицы (Sleeping Beauty)… и храбростью Ариэль из „Русалочки“ (The Little Mermaid)»[6]. Она «всегда полна оптимизма и романтична», но вместе с тем «очень независима и на всё имеет своё мнение»[6]. По ходу фильма она становится более зрелой, но при этом продолжает оставаться наивной и жизнерадостной.
- Патрик Демпси в роли Роберта — циничного нью-йоркского адвоката, специализирующегося на бракоразводных процессах, который не верит в настоящую любовь и романтические истории со счастливым концом. Лима утвердил Демпси в роли Роберта после того, как боссы Студии Диснея одобрили его выбор на роль Жизель Эми Адамс, но с условием, что в фильме также будут участвовать более известные актёры[4]. Демпси, исполнившего одну из ролей в телесериале «Анатомия страсти» (Grey’s Anatomy), в процессе съёмок которого за ним закрепилось прозвище «Макдрими» (McDreamy), режиссёр Лима описывал как «Прекрасного Принца для сегодняшней аудитории»[4]. Роль оказалась для Демпси непростой, потому что ему приходилось играть реального человека, которого сумасбродные персонажи Марсдена и Адамс постоянно втягивают в разные нелепые ситуации[7].
- Джеймс Марсден в роли Принца Эдварда — себялюбивого атлета с добрым сердцем, сбитого с толку миром современного Нью-Йорка. Марсден был заявлен на роль 6 декабря 2005 года[8]. В период прослушивания Марсдена роль Роберта ещё была вакантной, но он решил добиться попадания в фильм именно в роли Принца Эдварда, так как «играть его гораздо веселее, и он больше соответствовал ему по типажу»[9]. Эдвард — принц Андалазии, пасынок Нариссы. Он «очень открытый, легкомысленный, наивный и безобидно самовлюблённый»[9].
- Тимоти Сполл в роли Натаниэля — слуги Королевы Нариссы, которая, пользуясь его преданностью и отсутствием самоуважения, постоянно манипулирует им. Сначала он беспрекословно исполняет все приказы Нариссы, но позже, поняв её злобную сущность, восстаёт против неё. Имеет склонность к маскировке. «Зачарованная» — первый из двух фильмов Студии Диснея, в которых принимал участие Тимоти Сполл, второй — фильм Тима Бёртона «Алиса в Стране Чудес», в котором он озвучил Бладхаунда Байарда (Bayard the Bloodhound).
- Идина Мензел в роли Нэнси Тремэйн — девушки Роберта. Когда Жизель и Роберт влюбляются друг в друга, она вместе с Принцем Эдвардом отправляется в Андалазию. Мензель хорошо знакома американским зрителям по ролям в бродвейских мюзиклах «Злая» («Wicked») (композитором которого является Стивен Шварц, написавший стихи для песен к фильму «Зачарованная») и «Богема»[10]. Так как роль Нэнси не требовала исполнения песен, в интервью Мензель призналась, «что приглашение на эту роль исключительно из-за её актёрского мастерства было для неё комплиментом»[11]. Нэнси работает модельером и является девушкой Роберта. Она названа в честь Леди Тремэйн (Lady Tremaine), мачехи из «Золушки»[12].
- Рэйчел Кови в роли Морган — шестилетней дочери Роберта. Она верит в сказки и существование волшебства, несмотря на то, что отец пытается навязать ей интерес к реальному миру.
- Сьюзан Сарандон в роли Королевы Нариссы — злой колдуньи, непосредственной и хитрой мачехи Эдварда, которая ненавидит Жизель. Сарандон заинтересовалась проектом ещё до того, как его режиссёром стал Кевин Лима. Роль заняла немного экранного времени — эпизоды с Сарандон были отсняты всего за две недели[13]. Особенности внешности, черты характера и магические способности были заимствованы у таких классических диснеевских злодеек, как Злая Королева (Evil Queen) из «Белоснежки» и Малефисента (Maleficent) из «Спящей Красавицы»[6]. На эту роль также претендовали Сиси Спейсек, Анжелика Хьюстон и Мэри Стинберджен.
- Джефф Беннетт (Jeff Bennett) и Кевин Лима в роли Пипа. Беннет озвучил Пипа в анимационной части фильма, а Лима озвучил трёхмерного компьютерного Пипа в игровой части фильма. Пип — бурундук, который, как и все животные в Андалазии, умеет разговаривать, но теряет эту способность после попадания в Нью-Йорк и поэтому вынужден общаться посредством пантомимы.
- Джон Маклафлин[англ.] (Jon McLaughlin) в роли самого себя — певца на балу, исполняющего песню «So Close», под которую танцуют Роберт и Жизель.
- Фред Таташиоре (Fred Tatasciore) в роли тролля, который пытается съесть Жизель.
- Актёры, которые играли различных персонажей в других фильмах Студии Диснея, задействованные в ролях-камео:
  - Пейдж О’Хара (Paige O’Hara) в роли Анжелы — персонажа телесериала. О’Хара полностью озвучила девушку Белль (Belle) в анимационной ленте «Красавица и Чудовище» (Beauty and the Beast).
  - Джоди Бенсон (Jodi Benson) в роли Сэм — ассистентки Роберта. Бэнсон полностью озвучила Ариэль (Ariel) в анимационной ленте «Русалочка» (The Little Mermaid) и Дюймовочку (Thumbelina) в одноимённой анимационной ленте Дона Блута (Don Bluth), также она озвучивала кукол Барби (Barbie) в компьютерных анимационных лентах «История игрушек 2» (Toy Story 2) и «История игрушек 3» (Toy Story 3).
  - Джуди Кун[англ.] (Judy Kuhn) в роли беременной женщины с детьми. Кун исполнила песни Покахонтас (Pocahontas) в одноимённой анимационной ленте и её сиквеле, также принимала участие в бродвейской постановке мюзикла «Отверженные» (Les Misérables).
  - Джули Эндрюс (Julie Andrews) в роли рассказчицы. Эндрюс играла Мэри Поппинс (Mary Poppins) в одноимённом фильме, а также снималась в фильме «Дневники принцессы» (The Princess Diaries) в роли Королевы Клариссы Ренальди (Queen Clarisse Renaldi).
  - Мэри Коста (Mary Costa), полностью озвучившая принцессу Аврору (Princess Aurora) в анимационной ленте «Спящая Красавица» (Sleeping Beauty), и Эйлин Вудс (Ilene Woods), озвучившая Золушку (Cinderella) в одноимённой анимационной ленте, исполнили роли двух пожилых дам, которые комментируют события, происходящие на Королевском Балу.

## Производство

### Подготовка
Первоначальный сценарий, написанный Биллом Келли (Bill Kelly), был куплен кинематографическим подразделением Студии Диснея Touchstone Pictures и продюсерской фирмой Sonnenfeld/Josephson Productions за $450 000 в сентябре 1997 года. Однако он был признан не соответствовавшим имиджу студии, так как предназначался для взрослой аудитории. К возмущению Келли сценарий несколько раз переписывался, сначала Ритой Сяо (Rita Hsiao), а затем Тоддом Элкоттом (Todd Alcott). Изначально выпуск фильма планировался на 2002 год, режиссёром выступал Роб Маршалл (Rob Marshall), но он покинул проект из-за «творческих разногласий» с продюсерами. В 2001 году режиссёрское кресло занял Джон Тёртлтауб (Jon Turteltaub), но вскоре также покинул его в пользу совместного проекта Диснея и Джерри Брукхаймера (Jerry Bruckheimer) «Сокровище нации» (National Treasure). Адам Шенкман (Adam Shankman) стал режиссёром фильма в 2003 году, в то же время Студия Диснея наняла Боба Скули (Bob Schooley) и Марка Маккоркла (Mark McCorkle) для очередного переписывания сценария. На этой стадии разработки проекта на роль Жизель рассматривались актрисы Кейт Хадсон (Kate Hudson) и Риз Уизерспун (Reese Witherspoon). Однако фильм так и не был запущен в производство.
25 мая 2005 года в американской прессе появилось сообщение о том, что режиссёром фильма назначен Кевин Лима, а Билл Келли вернулся в проект для создания новой версии сценария. Лима и Келли вместе работали над сценарием, одной из основных идей которого стало объединение сюжета «Зачарованной» с богатым диснеевским наследием через многочисленные отсылки к прошлым работам студии. Лима создал визуальную раскадровку, воспроизводящую сюжет фильма от начала до конца, которая заняла целый этаж производственного здания. После того, как режиссёр продемонстрировал её главе Студии Диснея, Дику Куку (Dick Cook), проекту был дан зелёный свет и выделен бюджет в размере $85 млн. Лима занялся дизайном мира Андалазии до того, как были выбраны актёры на главные роли. После кастинга и утверждения актёров Лима был вовлечён в окончательный дизайн проекта для того, чтобы нарисованные персонажи как можно более полно соответствовали своим реальным прототипам.

### Съёмки
«Зачарованная» — первый полнометражный фильм Студии Диснея, совмещающий игру живых актёров и нарисованных персонажей, со времён «Кто подставил кролика Роджера» (Who Framed Roger Rabbit) 1988 года. Способы взаимодействия мультипликационных персонажей с реальным миром в этих фильмах различаются, однако в «Зачарованной» содержится несколько эпизодов, в которых одновременно присутствуют и живые актёры, и нарисованные персонажи, например, в сцене разговора Натаниэля с Нариссой, изображённой на поверхности кипящей кастрюли. В фильме использованы два формата изображений: в начале при появлении логотипа Walt Disney Pictures и книги «Зачарованная» использован формат 2.35:1, затем во время анимационной части его сменяет 1.85:1. Во время игровой части формат возвращается к исходному соотношению 2.35:1, которое больше не меняется, несмотря на присутствие в конце фильма ещё одной анимационной вставки. В 2010 году при показе на канале NBC начало фильма, включая анимационную часть, выводилось в стандартном разрешении, а часть с живыми актёрами — в высоком. Лима отвечал за обе части фильма, производство которых велось одновременно. Работа над проектом длилась на протяжении почти двух лет. На создание анимационной части ушло около года, в то время как начатые летом 2006 года и проходившие в различных частях Нью-Йорка съёмки актёров были закончены за 72 дня.

#### Анимация
Хронометраж ленты составляет 107 минут, анимационная часть длится около 13 минут, из которых 10 относятся к началу. За эти 10 минут Лима попытался, по его словам, «отразить мельчайшие детали культовых диснеевских образов», какие только мог. Эта часть фильма намеренно создавалась с помощью традиционной рисованной анимации (вместо компьютерной трёхмерной анимации), как дань уважения старым диснеевским сказкам, таким как «Спящая Красавица», «Золушка», «Белоснежка и Семь Гномов». Это первый фильм, использующий рисованную анимацию, вышедший в прокат после «Винни-Пуха и Слонопотама» (Pooh’s Heffalump Movie). Фильм весьма отличается в смысле сюжетопостроения от прошлых работ Студии, но в то же время имеет много общего с такими картинами, как «Старый брехун» (Old Yeller), «Мохнатый пёс» (The Shaggy Dog), «Швейцарская семья Робинзонов» (Swiss Family Robinson), «Счастливого пути!» (Bon Voyage!) и «Дикарь Сэм» (Savage Sam). В конце 1990-х годов из-за развития компьютерной графики и повсеместного её распространения многие художники-мультипликаторы были уволены со Студии, поэтому создание анимационной части фильма осуществлялось располагавшейся в Пасадене независимой компанией James Baxter Animation под руководством главного художника Джеймса Бакстера. До открытия собственной компании Бакстер работал на Студии Диснея и вдохнул жизнь во многих знаменитых диснеевских героев, среди которых Джессика Рэббит (Jessica Rabbit) из «Кто подставил кролика Роджера», Белль из «Красавицы и Чудовища», Рафики (Rafiki) из «Короля Льва» (The Lion King) и Квазимодо (Quasimodo) из «Горбуна из Нотр-Дама» (The Hunchback of Notre Dame).
Лима хотел, чтобы анимационная часть фильма вызывала ностальгические чувства, но в то же время имела свой собственный стиль. Для воплощения режиссёрского замысла в жизнь команда художников Бакстера решила взять за основу стиль модерн. Мультипликационная Жизель должна была «совмещать в своём облике внешнее сходство с актрисой Эми Адамс и черты классической диснеевской принцессы. И при этом не являться карикатурой». Изображая Жизель «лесной девушкой, прекрасной нимфой с цветами в волосах», «в какой-то мере хиппи», аниматоры хотели добиться ощущения, что она «плавно порхает, сливаясь с одеждой и волосами». Много времени ушло у команды Бакстера и на создание облика Принца Эдварда — художники «долго и упорно трудились, чтобы заставить его быть похожим на актера», потому что «образ принцев в таких фильмах обычно довольно расплывчат». Работая над созданием образа Королевы Нариссы, художники Бакстера перебрали множество эскизов, прежде чем добились внешнего сходства со Сьюзан Сарандон и соответствия дизайну актёрского костюма.
Для того, чтобы показать связь между анимационным и реальным мирами Лима на ранней стадии производства пригласил в проект художника по костюмам Мону Мэй (Mona May), задача которой состояла в создании единого стиля для костюмов обоих миров. Он также отснял материал с Эми Адамс в роли Жизель, который использовался аниматорами в качестве образца, позволившего добиться как визуального сходства, так и соответствия движений рисованного персонажа движениям актрисы. Чтобы актёры имели представления о том, как будут выглядеть и двигаться их нарисованные двойники, аниматоры демонстрировали им законченные тестовые сцены.

#### Игровое кино

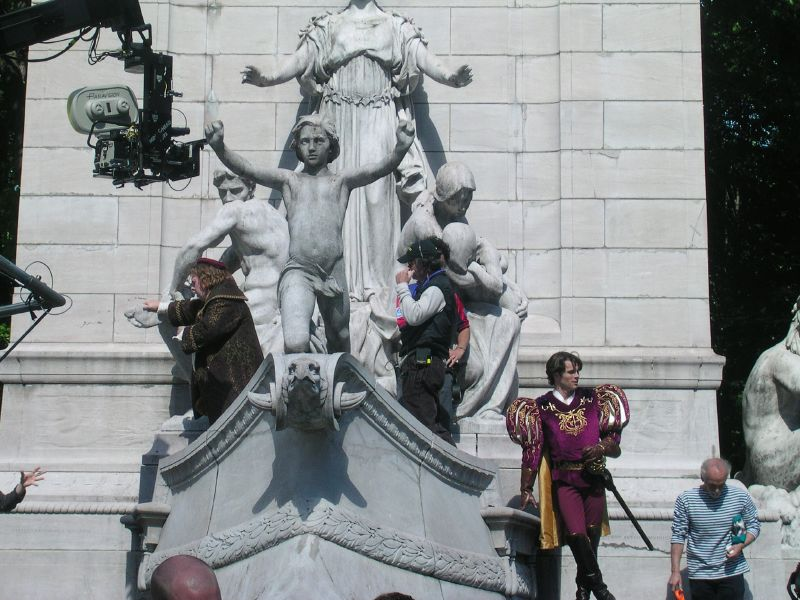
Тимоти Сполл и Джеймс Марсден во время съёмок на Площади Колумба.

Основные съёмки были начаты в апреле 2006 года и закончены в июле того же года. Местом действия фильма был выбран Нью-Йорк, в котором и проходили съёмки. Несмотря на тщательную подготовку съёмочный процесс постоянно осложнялся изменчивостью обстановки в городе, съёмочной группе приходилось работать в условиях «непрекращающейся стройки, реконструкций и появления новых магазинов».
Первая сцена в Нью-Йорке, в которой Жизель появляется из канализационного колодца, была снята в центре площади Таймс-Сквер (Times Square). На площади постоянно находилось огромное количество людей, контролировать которых было очень сложно, поэтому в этом эпизоде было решено снять простых прохожих вместе с размещёнными на переднем плане актёрами массовки. Толпа обычных людей, наблюдающих за актёрами, также снята в эпизодах с участием Джеймса Марсдена и Тимоти Сполла. Однако самыми сложными, по признанию режиссёра Кевина Лимы, были съёмки музыкального номера «Так ты поймёшь» в Центральном Парке (Central Park). Из-за ненастной погоды на пятиминутный эпизод было потрачено 17 дней, из которых только семь были достаточно солнечными для проведения съёмок. К тому же в процесс иногда вмешивались поклонники Патрика Демпси. Хореографической постановкой номера, в котором было задействовано 300 человек массовки и 150 танцоров, занимался Джон О’Коннел (John O’Connell), работавший до этого над мюзиклом «Мулен Руж!» (Moulin Rouge!).
Многие эпизоды снимались в студии Steiner Studios, в которой имелись три большие сцены необходимые для съёмок. Также съёмки проходили на Бруклинском мосту (Brooklyn Bridge) и в The Paterno — жилом комплексе с изогнутым, богато украшенным фасадом цвета слоновой кости, в котором живут герои фильма, Роберт и Морган.

### Дизайн костюмов

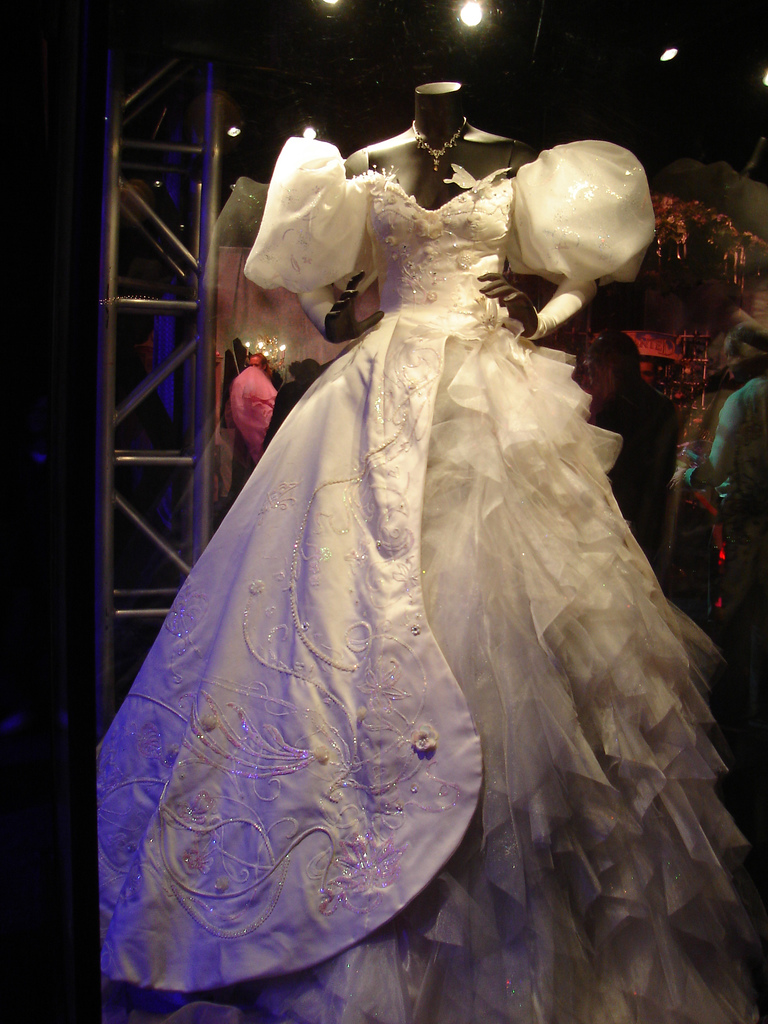
Свадебное платье Жизели, выставленное в кинодворце Эль-Капитан

Дизайн всех костюмов в фильме создан Моной Мэй, которая до этого работала в фильмах «Бестолковые» (Clueless), «Певец на свадьбе» (The Wedding Singer) и «Особняк с привидениями» (The Haunted Mansion). Чтобы определиться со стилем одежды героев фильма, Мэй и её отдел по изготовлению костюмов, состоящий из 20 человек, провели совместно с аниматорами целый год в подготовке проекта. Она также заключила контракты с пятью магазинами одежды в Лос-Анджелесе и Нью-Йорке. Мэй была вовлечена в проект на стадии создания лиц и тел персонажей, когда возникла необходимость определения возможности изготовления реальных, подходящих актёрам костюмов на основе двумерных рисунков. Её задача заключалась в сохранении сути диснеевского дизайна с привнесением в него чего-то нового, модного и весёлого. Мэй признавалась, что это было довольно трудно, «потому что пришлось иметь дело с культовыми диснеевскими персонажами, образы которых на протяжении многих лет откладывались в памяти зрителей».
Постепенное превращение Жизель в реальную девушку находит отражение в её платьях, которые по ходу фильма становятся менее сказочными. Так роскошный свадебный наряд, который она носит в начале фильма, является полной противоположностью её современного платья в конце фильма. Вид реальной Жизели в подвенечном платье так же должен был подчеркнуть «значительный контраст с плоскими рисунками» и акцентировать её внешнее сходство с диснеевской принцессой. Чтобы талия выглядела очень узкой, были сделаны «невероятно пышные» рукава и огромный кринолин с металлическим обручем, который удерживал 20 слоёв юбок и оборок. В общей сложности для съёмок было изготовлено 11 версий подвенечного платья, каждое из которых состояло из 183 погонных метров шёлка и других тканей и весило приблизительно 18 кг. Свои ощущения во время носки такого платья актриса Эми Адамс назвала «изнурительными», так как «вся нагрузка приходилась на бёдра, и иногда складывалось впечатление, что её что-то держит».
В отличие от Жизели, Принц Эдвард не адаптируется в современном мире, поэтому для Джеймса Марсдена был создан только один костюм. При его создании главным для Мэй было, чтобы «внешность Марсдена не затерялась на фоне безумного наряда, в котором он продолжал бы выглядеть красиво». В костюме имелись подкладки на груди, ягодицах и в паху, которые придавали фигуре Марсдена «преувеличенные пропорции мультипликационного персонажа» и «позу — прямая спина, не свисающие высокие рукава».
При создании костюма Королевы Нариссы Мэй была рада узнать о желании режиссёра сделать его более модным. Для этого она решила придать внешности Нариссы образ подиумной модели, платье которой всё ещё выглядело бы по-диснеевски, но и в то же время напоминало бы одежду мира высокой моды, «нечто, что мог бы создать Джон Гальяно (John Galliano) или Тьерри Мюглер (Thierry Mugler)». Так как Нарисса в фильме предстаёт в трёх вариантах: рисованном, реальном и компьютерном, Мэй необходимо было добиться сходства «цвета, формы и текстуры» её костюма во всех трёх вариантах. Детали костюма, состоящего из корсажа, юбки и накидки, были выполнены из кожи для придания ему «змеиного» вида. Работая совместно с аниматорами, Мэй сделала так, чтобы детали костюма имели сходство с различными частями дракона: дизайн накидки напоминает крылья, состоящая из нескольких слоёв облегающая юбка похожа на хвост, а корона во время перевоплощения Нариссы в дракона превращается в рога.

### Музыка
Музыка к фильму была написана заслуженным поэтом и композитором Аланом Менкеном, который до этого уже работал над многими картинами Студии Диснея. Помощником Менкена выступил Стивен Шварц, сочинивший слова для его шести песен. В прошлом они уже сотрудничали, создавая музыку и песни к анимационным фильмам «Покахонтас» и «Горбун из Нотр-Дама».
Менкена и Шварца привлекли на ранней стадии создания фильма. Их работа заключалась в подборе подходящих моментов в сюжете для исполнения музыкальных номеров. Шварц отмечал, что в отличие от других музыкальных фильмов, в «Зачарованной» было намного проще определить ситуации, в которых персонажи могли бы петь, так как концепция фильма изначально «позволяла героям исполнять песни таким образом, который полностью соответствовал сути повествования». Три песни в исполнении Жизель содержат ссылки на ранние диснеевские фильмы. Первая звучащая в фильме песня «True Love's Kiss» была задумана как «оммаж, подобие таких песен», как «I’m Wishing» («Белоснежка и семь гномов») и «A Dream Is a Wish Your Heart Makes» («Золушка»), в которых диснеевские героини поют о счастье быть любимой. Из-за «множества предрассудков» сочинение этой песни было для Менкена и Шварца вызовом; она должна была отражать ушедшую эпоху фильмов о Белоснежке и Золушке. Поэтому песня была исполнена Эми Адамс в стиле оперетты, в отличие от бродвейского стиля остальных песен.
Песни «Happy Working Song» и «That's How You Know» также написаны с оглядкой на ранние произведения Диснея. Слова песни «Об уборке» перекликаются со словами песен «Whistle While You Work» («Белоснежка и семь гномов»), «The Work Song» («Золушка»), «A Spoonful of Sugar» («Мэри Поппинс») и «Making Christmas» («Кошмар перед Рождеством»), а музыка заставляет вспомнить творчество братьев Роберта и Ричарда Шерманов (Sherman Brothers) и прошлые работы самого Менкена.
Песня «That's How You Know» является самопародией на собственные композиции Менкена, такие как «Under the Sea» («Русалочка») и «Be Our Guest» («Красавица и Чудовище»). Для того чтобы достичь такого результата, Шварцу, по его собственному признанию, пришлось «пойти немного дальше в смысле подбора слов и рифм» и при этом не нарушить «классическое диснеевское изящество». Сам Менкен отмечал, что сочиняемые им песни для Диснея всегда были «чуточку насмешливыми». По ходу фильма музыка постепенно меняется, её стиль становится всё более продвинутым, и в заключительной части картины звучат вполне современные песни: баллада «So Close» и кантри-поп композиция «Ever Ever After».
Из шести полноценных песен, написанных Менкеном и Шварцем, в финальную версию фильма попали пять. Титульная композиция «Зачарованная», исполненная Идиной Мензел и Джеймсом Марсденом, была вырезана.

### Спецэффекты
Для «Зачарованной» основную часть кадров с визуальными эффектами создала Tippett Studio, расположенная в Беркли, штат Калифорния. Эти кадры, в количестве 320, содержали различные виртуальные декорации, погодные эффекты и компьютерных персонажей, взаимодействующих с реальными актёрами, в таких эпизодах, как уборка квартиры Роберта дикими животными или борьба Пипа с превратившейся в дракона Нариссой. Студия CIS Hollywood отвечала за 36 кадров с визуальными эффектами, скрывающими страховочные провода, и комбинированием. Также, студиями Reel FX Creative Studios и Weta Digital, были созданы 6 кадров со сменой плана в виде разворота книги-панорамы.
Среди животных, присутствующих в эпизоде уборки квартиры Роберта под песню «Happy Working Song», реальными были дрессированные крысы и голуби. Снятые на плёнку, они помогли Tippett Studio в создании компьютерных моделей, которые затем использовались для изображения активной деятельности голубей, удерживающих в клювах мётлы, и крыс, чистящих зубными щётками. Все насекомые, участвующие в эпизоде, являются полностью компьютерными.
Бурундук Пип, умеющий разговаривать в нарисованном мире Андалазии, теряет эту способность в мире реальном и поэтому вынужден общаться с окружающими с помощью мимики и жестов. В задачу аниматоров входило создание реалистичного бурундука, который выражает свои мысли и чувства через язык жестов. Для команды Tippett Studio создание Пипа началось с наблюдений за настоящими бурундуками, их съёмок на камеру под всеми возможными углами. После этого с помощью компьютерных редакторов 3D-графики «Maya» и «Furrocious» была создана фотореалистичная трёхмерная модель. Когда супервайзер по спецэффектам Томас Скелесни (Thomas Schelesny) впервые показал её режиссёру Кевину Лиме, тот был немало удивлён, узнав, что модель является компьютерной. Чтобы сделать мимику Пипа более выразительной, моделлеры добавили ему брови, которые отсутствуют у настоящих бурундуков. Во время съёмок сцен, в которых появляется компьютерный Пип, были использованы различные средства, указывающие на физическое присутствие бурундука в кадре. Одним из таких средств было небольшое чучело с проволочным каркасом. В некоторых случаях, чтобы показать актёрам и оператору, где в данный момент находится Пип, использовалась палочка с маркером на конце или лазерная указка.
В отличие от Пипа, Нарисса в обличии дракона могла выглядеть как сказочный персонаж, но, вместе с тем, должна была казаться реальной. Дизайн компьютерной модели дракона был навеян традиционными изображениями китайского дракона и внешностью персонажа Сьюзан Сарандон. Во время съёмок сцены с превращением Нариссы в дракона мастера по спецэффектам для направления взгляда актёров массовки в нужное место использовали длинный шест вместо лазерной указки. Эта сцена была очень сложной, так как потребовала синхронной работы нескольких составляющих: движения декораций, управляемой компьютером системы освещения и повторяющихся «наездов» камеры. Для съёмок Патрика Демпси в кульминационной сцене фильма, в которой Нарисса, сжимая в когтях Роберта, забирается на Вулворт-билдинг, была построена установка в виде механической руки, управляемой тремя синхронно работающими специалистами. В эту руку, имитирующую движения лапы компьютерного дракона, на фоне хромакея помещался актёр, все движения которого фиксировались на камеру.

## Распространение
Прокатом фильма, который стартовал в 3730 кинотеатрах США, занималась Walt Disney Studios Motion Pictures. В мировом прокате, которым занималась Walt Disney Studios Motion Pictures International, фильм появился в более чем 50 странах и в некоторых из них возглавил бокс-офис, например, в Италии и Великобритании.
18 марта 2008 года фильм был издан в США на стандартных DVD и на Blu-ray дисках. «Зачарованная» в первую неделю продаж возглавила американский чарт по продажам фильмов на DVD, потеснив с первой строчки DVD с фильмом «Я — легенда» (I Am Legend), однако по продажам Blu-ray дисков «Я — легенда» обогнал «Зачарованную» почти в четыре раза. В Европе DVD с фильмом был издан 7 апреля 2008 года, а в Австралии — 21 мая того же года.
В DVD и Blu-ray изданиях фильма содержатся дополнительные материалы под общим названием «Fantasy Comes to Life», включающих видео о создании эпизодов «Happy Working Song», «That’s How You Know» и «A Blast at the Ball», шесть вырезанных сцен с комментариями режиссёра Кевина Лима, короткометражная зарисовка в виде книги-панорамы «Pip’s Predicament: A Pop-Up Adventure» и видеоклип на песню «Ever Ever After» в исполнении Кэрри Андервуд (Carrie Underwood). На Blu-ray диске фильма также присутствует простая игра под названием «The D Files», которая открывает доступ набравшему наибольшее количество очков игроку к клипам
«So Close», «Making Ever Ever After» и «True Love’s Kiss». В США несколько партий DVD издания фильма, распространяющихся сетью магазинов корпорации Target, содержат дополнительный диск с тридцатиминутным документальным фильмом о создании «Зачарованной» под названием «Becoming Enchanted: A New Classic Comes True». Такой же диск входит в состав DVD издания фильма, продающегося сетью магазинов HMV в Великобритании.

## Реакция зрителей

### Отзывы критиков
Фильм был очень хорошо принят критиками. По состоянию на июнь 2012 года на веб-сайте Rotten Tomatoes, объединяющем множество кинорецензий, картина имеет 93%-й рейтинг «свежести» (из 160 рецензий — 148 положительные и 12 отрицательные), а на Metacritic — 75%-й рейтинг, основанный на 32-х рецензиях. По версии Rotten Tomatoes «Зачарованная» стала 9-й в списке фильмов, вышедших в широкий прокат в 2007 году и получивших наибольшее количество положительных отзывов, и была названа лучшим семейным фильмом года.
В одобрительных рецензиях особой похвалы заслужили комические моменты, яркие музыкальные номера, история в лучших традициях диснеевской классики, а также исполнительница главной роли, актриса Эми Адамс. Известный американский кинокритик Роджер Эберт (Roger Ebert) из газеты Chicago Sun-Times дал фильму три звезды из четырёх и охарактеризовал его как «берущую за душу музыкальную комедию, которая легко и непринуждённо переносит зрителя со сказочных листьев кувшинки на люк канализационного колодца реальности», и как фильм, «обладающий диснеевским стремлением привнести в жизнь волшебство». Кинокритики из американских изданий Variety и LA Weekly отметили способность фильма понравиться зрителю любого возраста. LA Weekly назвал картину «одним из тех жизнеутверждающих всевозрастных зрелищ, которые Голливуд упорно пытался возродить в последние годы (последний раз фильмом „Лак для волос“ (Hairspray)), но так и не мог сделать это правильно, до сего времени». Тодд Маккарти (Todd McCarthy) из Variety сопроводил картину следующим комментарием: «Это больше, чем очередной мастерски снятый продукт Диснея, „Зачарованная“, как и подавляющее большинство голливудских фильмов, созданных до 60-х годов, — фильм, предназначенный для всех — да будет проклята нишевость. Он снят просто, чтобы радовать, без заискиваний, без вульгарности, без потворства сиюминутным явлениям поп-культуры; добиться этого сегодня — уже немало». «Зачарованная» была названа Ассоциацией кинокритиков США и Канады (Broadcast Film Critics Association) лучшим семейным фильмом 2007 года, а американская газета The Philadelphia Inquirer поставила её на 4-е место в списке лучших картин 2007 года.
Другие представители американской печатной прессы, такие как журналы Rolling Stone и Premiere и газеты USA Today и The Boston Globe, оценили фильм на три звезды из четырёх. Обозреватели этих изданий отмечали, что хотя сюжет фильма довольно предсказуем, эта предсказуемость является его неотъемлемой частью; великолепные музыкальные номера вкупе с фирменным умением Студии Диснея наполнять свои картины весельем перевешивают любые претензии к сценарию и неочевидности возрастной направленности фильма. Журналист Майкл Срегоу (Michael Sragow) из газеты Baltimore Sun оценил фильм на четыре балла из пяти возможных и заметил, что в нём «присутствуют пикантная идея и достаточное количество хороших шуток, чтобы закрыть глаза на неровную постановку и неуверенный тон». Клаудия Пуиг (Claudia Puig) из USA Today заявила, что «хотя это довольно предсказуемая история, но безукоризненный подбор актёров превратил потенциально скучную идею в волшебство».
Во многих положительных рецензиях высокой оценки заслужила исполнительница главной роли Эми Адамс. Критики хвалили её вокальные данные и утверждали, что эта роль, которую некоторые сравнивали с её ролью, номинированной на «Оскара», в фильме «Июньский жук» (Junebug), сделала Адамс звездой, так же, как в своё время произошло с Джули Эндрюс, исполнившей главную роль в фильме «Мэри Поппинс». В телевизионном шоу «At the Movies with Ebert & Roeper» кинокритики Ричард Роупер (Richard Roeper) и Майкл Филипс (Michael Phillips), положительно отозвавшись о картине, подчеркнули эффект, оказываемый игрой Адамс, таким высказываниями, как «Эми Адамс и есть фильм» и «Эми Адамс наглядно показала, как можно комические штампы наполнить магией». Однако оба отметили, что общее впечатление от фильма было «несколько смазано» концовкой с участием компьютерного дракона.
Британский журнал Empire дал фильму три звезды из пяти, отметив его ориентированность на детскую аудиторию, но сошёлся с другими обозревателями во мнении, что главным его достоинством является «потрясающий актёрский состав». Журнал TIME поставил фильму оценку три с минусом, заявив, что он «провалился в попытке прийти к счастливому концу, который не казался бы двумерным», и что «ради шуток [фильм] каннибализирует наследие Уолта [Диснея]». Похожее мнение высказал журналист британской газеты The Guardian Питер Брэдшоу (Peter Bradshaw), отметив, что картина «напускает на себя слезливый вид унылой сентиментальности», и что игра Эми Адамс — «единственная заслуживающая внимания составляющая этого разрекламированного семейного фильма, обёрнутого в целлофановую упаковку корпоративной диснеевской фальши». Брэдшоу дал фильму две звезды из пяти.

### Прокатная судьба
«Зачарованная» за первый день проката в США заработала $7 967 766, заняв первое место в чарте. Фильм также занял первое место в День благодарения, заработав $6 652 198, что в сумме за два дня проката принесло в кассу фильма $14,6 млн. На следующий день фильм собрал ещё $14,4 млн, что позволило ему с общей суммой в $29 млн обогнать ближайших конкурентов. «Зачарованная» в период с пятницы по воскресенье заработала на прокате 3730 копий фильма $34,4 млн, собирая в среднем по $9 472 с копии, а в период пятидневных выходных, посвящённых Дню благодарения — $49,1 млн, собирая в среднем по $13 153 с копии, что превысило ожидаемые в праздничные дни сборы на $7 млн. «Зачарованная» занимает третью строчку в списке картин по сборам в США за пятидневные выходные, посвящённые Дню благодарения, уступая только анимационным лентам «История игрушек 2», заработавшей за этот же период в 1999 году $80,1 млн, и «Рапунцель: Запутанная история» (Tangled), заработавшей за этот же период в 2010 году $68,7 млн.
Во вторую неделю проката «Зачарованная» продолжила занимать первую строчку чарта и заработала ещё $16 403 316, в среднем собирая по $4397 с 3730 копий. В третью неделю проката картина, опустившись на вторую строчку, заработала $10 709 515, в среднем собирая по $3042 с 3520 копий. Четвертую неделю проката картина завершила на четвёртой строчке чарта с $5 533 884 в кассе, в среднем собирая по $1804 с 3066 копий. В общей сложности в мировом прокате «Зачарованная» заработала $340 487 652, из которых $ 127 807 262 в США и Канаде. В Австралии картина собрала $11 769 945, в России и СНГ — $5 869 783, в Мексике — $13 195 233.

### Награды
В общей сложности «Зачарованная» была номинирована на 19 наград, представленных различными ассоциациями кинокритиков и группами киноиндустрии, пять из которых она выиграла: Лучший игровой семейный фильм на 8-м вручении наград Phoenix Film Critics Society Awards, Лучший семейный фильм на 13-й Премии «Выбор критиков» (Critics' Choice Awards), заметно опередив фильм «Гарри Поттер и Орден Феникса» (Harry Potter and the Order of the Phoenix), и три награды «Сатурн» (Saturn Awards): Лучший фильм-фэнтези, Лучшая киноактриса — Эми Адамс и Лучшая музыка — Алан Менкен.
«Зачарованная» доминировала с тремя номинациями на 80-й Церемонии вручения премии «Оскар» (80th Academy Awards) в категории Лучшая оригинальная песня, но проиграла. Номинировались песни «Happy Working Song», «So Close» и «That’s How You Know», написанные композитором Аланом Менкеном и поэтом Стивеном Шварцем. Песня «That’s How You Know» также была номинирована в категории Лучшая оригинальная песня на 65-й Кинопремии «Золотой Глобус» (65th Golden Globe), а исполнительница главной роли Эми Адамс получила номинацию на премию «Золотой Глобус» в категории Лучшая женская роль (мюзикл или комедия).
На 13-й Премии «Выбор критиков» (Critics’ Choice Movie Awards) Адамс была номинирована в категории Лучшая актриса, Менкен за музыку к фильму был номинирован в категории Лучший композитор, а песня «That’s How You Know» получила номинацию в категории Лучшая песня. «Зачарованная» получил две номинации на 12-й церемонии вручения Спутниковой награды (12th Satellite Awards): Лучшая женская роль (мюзикл или комедия) за игру Эми Адамс и Лучшие визуальные эффекты за спецэффекты, созданные Томасом Скелесни, Мэттом Джейкобсом (Matt Jacobs) и Томом Гиббонсом (Tom Gibbons). Также Гиббонс совместно с Джеймсом Брауном (James W. Brown), Дэвидом Нельсоном (David Richard Nelson) и Джоном Коэстром (John Koester) были номинированы на награду Сообщества Визуальных Эффектов (Visual Effects Society) в категории Выдающийся компьютерный персонаж в игровом фильме за компьютерного бурундука Пипа. Художник по костюмам Мона Мэй получила номинацию в категории Выдающееся мастерство в фильме-фэнтези на 10-й Премии Гильдии художников по костюмам (Costume Designers Guild Awards 2007), но уступила эту награду фильму «Золотой Компас» («The Golden Compass»). Музыкальные редакторы Кеннет Карман (Kenneth Karman), Джереми Рауб (Jermey Raub) и Джоани Дайнер (Joanie Diener) были номинированы на награду «Золотая плёнка» (Golden Reel Award) в категории Лучший звуковой монтаж: Музыка в музыкальном фильме.
Фильм также получил три номинации на вручении Кинонаград MTV (MTV Movie Awards) и четыре номинации на награды Teen Choice Awards, в которых голосуют простые зрители. Три номинации на MTV Movie Awards были в категориях Лучшая женская роль (Эми Адамс), Лучшая комедийная роль (Эми Адамс) и Лучший поцелуй (Эми Адамс и Патрик Демпси). Номинации на Teen Choice Awards были в категориях Лучший фильм в жанре чикфлик, Лучшая комедийная актриса (Эми Адамс), Лучший комедийный актёр (Джеймс Марсден) и Лучший кинозлодей (Сьюзан Сарандон). Менкен и Шварц были дважды номинированы на 51-й Церемонии вручения музыкальной премии Грэмми (51st Grammy Awards) в категории Лучшая песня, написанная для фильма, телевидения или другого визуального медиа за композиции «That’s How You Know» и «Ever Ever After». За свой рекламный ролик фильм получил в 2008 году награду «Золотой трейлер» (Golden Trailer Award) в категории Лучший анонс семейного или анимационного фильма.